# Polia bimaculosa
Polia bimaculosa là một loài bướm đêm trong họ Noctuidae.